# كلية سانتا مونيكا
كلية سانتا مونيكا (SMC) هي كلية مجتمعية عامة في سانتا مونيكا، كاليفورنيا. تأسست كلية SMC ككلية صغيرة في عام 1929، ويسجل فيها أكثر من 30.000 طالب في أكثر من 90 مجالًا من مجالات الدراسة. خدمت الكلية في البداية طلاب المدارس الثانوية ما قبل الكلية، وفي النهاية وسعت نطاق الالتحاق بها لتعليم الطلاب في سن الكلية والطلاب غير التقليديين بهدف الانتقال إلى جامعة مدتها أربع سنوات. تتمتع الكلية بمعدلات تحويل عالية إلى جامعات مدتها أربع سنوات مثل جامعة كاليفورنيا وجامعة ولاية كاليفورنيا، كونها رائدة بين كليات المجتمع بالولاية في التحويلات إلى الكلية السابقة.

## وصلات خارجية
- الموقع الرسمي